# Kurt Mosbakk
Kurt Mosbakk (* 21. November 1934 in Orkdal) ist ein norwegischer Politiker der Arbeiderpartiet (Ap). Von Mai 1986 bis Juni 1988 war er der Handelsminister seines Landes.

## Leben
Nach seinem Abschluss am Wirtschaftsgymnasium in Trondheim besuchte er von 1955 bis 1958 die Norwegische Handelshochschule. Anschließend arbeitete er bis 1968 in verschiedenen Positionen als Berater, unter anderem für die Kommune Oslo und den Telefonnetzbetreiber Televerket. Mit einem Stipendium der UNESCO reiste er 1961 durch zehn afrikanische Länder, von 1965 bis 1966 war er ebenfalls mit Hilfe eines Stipendiums an der Harvard University eingeschrieben. Er engagierte sich zudem bei der sozialdemokratischen Jugendorganisation Arbeidernes Ungdomsfylking (AUF). So war er von 1961 bis 1963 deren Vorsitzender in Oslo und darauf von 1964 bis 1967 der stellvertretende Vorsitzende auf nationaler Ebene. Unter Minister Gudmund Harlemwar Mosbakk zwischen Februar und Oktober 1964 als persönlicher Sekretär im Verteidigungsministerium tätig.

### Lokalpolitiker
Im Jahr 1969 wurde Mosbakk Referatsleiter beim Gewerkschaftsverband Landsorganisasjonen i Norge (LO), was er bis 1974 blieb. Im Fylke Akershus stand er in der Zeit von 1969 bis 1974 zudem der Arbeiderpartiet vor und Mosbakk war von 1971 bis 1974 sowohl Abgeordneter im Fylkesting von Akershus als auch als stellvertretender Bürgermeister von Lørenskog. Anschließend arbeitete er in der Verwaltung der Fylkeskommune der Provinz Finnmark und er war zwischen 1976 und 1986 deren Fylkesrådmann. Im Frühling 1986 sollte er Fylkesrådmann von Østfold werden. Wegen seiner Ernennung zum Minister konnte er den Posten allerdings zunächst nicht antreten.

### Handelsminister
Am 9. Mai 1986 wurde Mosbakk zum Minister für Handel und Schifffahrt in der neu gebildeten Regierung Brundtland II ernannt. Als solcher war er zunächst im Ministerium für Handel und Schifffahrt tätig, ab 1. Januar 1988 war sein Ministerposten neben dem des Außenministers im norwegischen Außenministerium angesiedelt. Er übte sein Amt als Handelsminister bis zum 13. Juni 1988 aus, es kam an diesem Tag zu einem größeren Umbau des Kabinetts. Mosbakk trat schließlich das Amt als Fylkesrådmann von Østfold an, was er bis 1997 blieb. Danach arbeitete er noch weitere zwei Jahre als Sonderbeauftragter des Fylkes.

## Auszeichnungen
- 2006: Kongens fortjenstmedalje (Verdienstmedaille des Königs) in Gold